# Periodo caldo romano
Il periodo caldo romano (o Optimum climatico romano) fu un periodo di clima  caldo in Europa e nell'Atlantico settentrionale che andò dal 250 a.C. circa al 400 d.C.. La locuzione apparve per la prima volta in una tesi di dottorato del 1995 e divenne in seguito popolare per un articolo scientifico pubblicato su Nature nel 1999.

## Descrizione
Teofrasto (371 a.C. - 287 a.C. circa) scrisse che le Palme da dattero potevano crescere in Grecia se fossero state piantate, anche se non potevano dare frutti, come accade anche in tempi recenti, il che suggerisce che le temperature estive dell'Egeo Meridionale nel IV e V secolo a.C. fossero entro un certo grado temperature prossime a quelle odierne. Questo e altri frammenti letterari dell'epoca suggeriscono che il clima greco era sostanzialmente lo stesso di quello intorno al 2000 d.C.. Le prove dendrocronologiche del legno trovate al Partenone mostrano la variabilità del clima nel V secolo a.C., molto simile alla variabilità climatica attuale.
Gli anelli degli alberi della penisola italiana alla fine del III secolo a.C., indicano un periodo di condizioni miti nell'area al tempo del Passaggio delle Alpi di Annibale (218 a.C.)..
Il raffreddamento verso la fine del periodo nel sud-ovest della Florida potrebbe essere dovuto a una riduzione della radiazione solare che raggiunge la Terra, il che potrebbe aver innescato un cambiamento nei modelli di circolazione atmosferica.
Ricerche più recenti, tra cui un'analisi del 2019 basata su un insieme di dati molto più ampio dei proxy climatici, sostengono che il cosiddetto "Periodo caldo romano", insieme ad altri periodi preindustriali più caldi o più freddi come la "Piccola era glaciale " o il Periodo caldo medievale fossero fenomeni regionali e non episodi coerenti a livello globale.

## Analisi

### Polline
Un'analisi del polline ad alta risoluzione di un campione proveniente dalla Galizia ha concluso nel 2003 che il periodo caldo romano durò dal 250 a.C. al 450 d.C. nell'Iberia nordoccidentale.

### Ghiacciai
Un'analisi del 1986 dei ghiacciai alpini ha concluso che il periodo 100-400 d.C. era significativamente più caldo rispetto ai periodi immediatamente precedenti e successivi. Gli artefatti recuperati dal ghiacciaio in ritirata di Schnidejoch sono stati presi come prova per i periodi caldi dell'età del bronzo, romana e medievale.

### Sedimenti oceanici profondi
Una ricostruzione del 1999 dei modelli di correnti oceaniche, basata sulla granularità dei sedimenti oceanici profondi, concluse che c'era un periodo caldo romano, che raggiunse l'apice intorno al 150 d.C.

### Conchiglie di molluschi
Un'analisi degli isotopi di ossigeno trovati nei gusci di molluschi in Islanda ha concluso nel 2010 che l'isola artica ha vissuto un periodo eccezionalmente caldo dal 230 a.C. al 140 d.C.